# Zombie Army 4: Dead War
Zombie Army 4: Dead War is een third-person shooter ontwikkeld en uitgegeven door Rebellion Developments. Het spel kwam op 4 februari 2020 uit voor de PlayStation 4, Windows en de Xbox One. Het is het vierde spel in de Zombie Army spin-offreeks van de Sniper Elite-serie.

## Ontvangst
| \| Recensiescore \| Recensiescore \| \| Recensieverzamelaar \| Score \| \| ------------------- \| ---------------------------------------------- \| \| Metacritic \| 72/100 (PS4)[3] 68/100 (win)[4] 76/100 (X1)[5] \| \| Publicist \| Score \| \| Gamer.nl \| 5,5/10 (PS4)[6] \| \| Power Unlimited \| 80/100 (PS4)[7] \| |                                       |
| Recensiescore |                                       |
| Recensieverzamelaar | Score                                 |
| Metacritic | 72/100 (PS4) 68/100 (win) 76/100 (X1) |
| Publicist | Score                                 |
| Gamer.nl | 5,5/10 (PS4)                          |
| Power Unlimited | 80/100 (PS4)                          |